# Areni
Areni (armensko Արենի; prej Arpa) je vas v Armeniji v provinci Vayoc Dzor. Najbolj je znana po pridelavi vina, čeprav je večina vina, pridelanega lokalno, iz bližnje vasice Getap. Cerkev sv. Astvacacin (Matere Božje) je enoladijska cerkev z dvema kupolami, ki je bila zgrajena leta 1321 in je postavljena na planoti s pogledom na reko Arpo in Areni. Zasnoval jo je arhitekt in kipar Momik, ki je najbolj znan po svojih reliefnih rezbarijah v samostanu Noravank (ki je približno 6 kilometrov jugovzhodno od Arenija). V bližini so tudi ruševine kneza Tarsaikta Orbeliana iz palače v Sjuniku iz 13. stoletja, saj so se v tistem času iz Eghegisa preselili v Areni. Ruševine mostu iz 13. stoletja, ki ga je zgradil škof Sarkis v letih 1265-1287, so en kilometer severovzhodno od cerkve. Na isti lokaciji so ostanki starejšega mostu.

## Bakrenodobno nahajališče
Leta 2007 se je armensko-irska skupina odločila za poskusna izkopavanja na jamski lokaciji Areni 1. Dva testna jarka v sprednji in zadnji galeriji sta razkrila plasti iz bakrene dobe in zgodnje bronaste dobe, ki segata v obdobje 5000-4000 pred našim štetjem. Izkopavanja med letoma 2007–2008 so odkrila 3 žarna pokopa v zadnji komori jame. Vsak posoda je vsebovala človeško lobanjo iz bakrene dobe brez pripadajočih grobnih pridatkov. Vse lobanje pripadajo odraslim osebam med 9–16 let. Te trenutno analizira biološki antropolog skupine. Izjemno je, da je ena lobanja vsebovala košček dobro ohranjenega možganskega tkiva. To so najstarejši znani človeški možgani iz starega sveta.
Jama je ponudila tudi presenetljive nove vpoglede v izvor sodobnih civilizacij, na primer dokaze o vinogradništvu in vrsto kulturno raznolike lončenine. Izkopavanja so prinesla tudi številne artefakte bakrene dobe med 4200 in 3900 pr. n. št. Nova odkritja v jami premikajo kulturno dejavnost v Armeniji v zgodnji bronasti dobi za približno 800 let. Dodatna odkritja na tem najdišču vključujejo kovinske nože, semena več kot 30 vrst sadja, ostanke več deset vrst žit, vrvi, tkanine, slame, trave, trstiko in suho grozdje in slive .
Januarja 2011 so arheologi napovedali odkritje najstarejše znane kleti, vinska klet Areni-1, sedem mesecev po odkritju najstarejšega usnjenega čevlja na svetu, čevlja Areni-1 v isti jami. Vinarna, stara več kot 6000 let, vsebuje vinsko stiskalnico, fermentacijske kadi, vrče in čaše. Arheologi so našli tudi seme grozdja in trte vrste Vitis vinifera. Patrick McGovern, biomolekularni antropolog z univerze v Pensilvaniji in komentiral pomen najdbe, je dejal: »Dejstvo, da je bilo vinarstvo že tako dobro razvito v letu 4000 pred našim štetjem, kaže na to, da je tehnologija verjetno nastala že veliko prej«. 

## Narava
Naravni habitati v okolici so polpuščava, apnenčasti travniki in brinov gozd, ki se izmenjujejo s klifi, kanjoni in skalnimi obrobji. Bližina Arenija velja za glavno območje metuljev , kjer je mogoče opaziti široko paleto redkih metuljev, vključno s Papilio alexanor, Colias chlorocoma, Colias aurorina, Pseudochazara schahrudensis, Tomares romanovi, Callophrys paulae in številnimi drugimi. Območje je zanimivo tudi za opazovanje ptic, ker ga naseljujejo egiptovski jastreb, belovrata taščica (Irania gutturalis), brglez Sitta tephronota, črnoglavi strnad in druge vrste.

## Roman
Avgusta 2014 je izšel izmišljen epski roman Lena Wicksa z naslovom Origins: Discovery, v katerem je v obdobju 1930 do 1952 opisana vas Arpa (ki se je preimenovala v Areni v poznih 1930-ih) in jama Areni-1. Roman prikazuje alternativno zgodovino sveta in dogodkov, glavni poudarek zgodbe pa je možnost genetskega spomina iz DNK, ki je temelj človeškega nagona. Zajema dele zgodovine, kot je armenski genocid iz prve svetovne vojne in omenja druga grozodejstva, kot sta pokol Nanjing in Sook Ching, ki se je zgodil med drugo svetovno vojno.

## Galerija
- Zemljevid Arenija in okolice
- Cerkev sv. Astvacacin iz leta 1321
- Vhod v jamo Areni-1
- Arheološko najdiišče Areni-1 leta 2012.
- 5550 let star čevelj v Areni-1